# Großer Preis von Portugal 1994
Der Große Preis von Portugal 1994 (offiziell XXIII Grande Premio de Portugal) fand am 25. September auf dem Circuito do Estoril in Estoril statt und war das 13. Rennen der Formel-1-Weltmeisterschaft 1994.

## Berichte

### Hintergrund
Nach dem Großen Preis von Italien führte Michael Schumacher in der Fahrerwertung mit elf Punkten vor Damon Hill und mit 43 Punkten vor Gerhard Berger. In der Konstrukteurswertung führte Benetton-Ford mit zwölf Punkten vor Williams-Renault und mit 27 Punkten vor Ferrari.
Da Schumacher immer noch gesperrt war, setzte das Benetton-Team weiterhin JJ Lehto an der Seite von Jos Verstappen ein, während das finanziell angeschlagene Lotus-Team wieder Philippe Adams als Partner von Johnny Herbert zurückholte.
In Folge der tödlichen Unfälle von Ayrton Senna und Roland Ratzenberger in Imola kam es zu Umbauarbeiten in Estoril, im Zuge derer einige Kurven entschärft wurden.
Jean-Marc Gounon, Adams und Yannick Dalmas bestritten ihren letzten Grand Prix.
Mit Berger (einmal) trat ein ehemaliger Sieger zu diesem Grand Prix an.

### Qualifying
Es gab zwei Qualifikationstrainings, jeweils eines am Freitag und eins am Samstag. Der Großteil der Fahrer fuhr am Samstag seine Bestzeit. Die Pole-Position sicherte sich dabei Berger vor Hill und David Coulthard. Beide Pacific-Ilmor scheiterten erneut an der Qualifikation.

### Rennen
Berger führte in der Anfangsphase für Ferrari vor Coulthard, der Hill beim Start überholt hatte. Berger schied in Runde 8 aus, weil sein Getriebe ausgefallen war, und Ukyō Katayamas Getriebe fiel in Runde 27 ebenfalls aus, was Rubens Barrichello für Jordan in die Punkteränge beförderte.
Coulthard kam in Runde 33 beim Versuch, einen Nachzügler zu überrunden, neben die Strecke, was es Hill ermöglichte, sich vor den Schotten zu setzen. In Runde 39 schied der andere Ferrari von Jean Alesi aus, nachdem er beim Versuch, ihn zu überrunden, mit dem Simtek von David Brabham kollidierte. Kurz darauf konnte Verstappen den McLaren von Martin Brundle überholen und belegte den 5. Platz.
Hill holte schlussendlich den Rennsieg in Folge vor Coulthard. Der Doppelsieg verschaffte Williams die Führung in der Konstrukteurswertung. Mika Häkkinen wurde Dritter für McLaren, Barrichello Vierter für Jordan, Verstappen Fünfter für Benetton und Brundle Sechster im zweiten McLaren. Olivier Panis belegte ursprünglich den 9. Platz, wurde jedoch wegen eines illegalen Unterbodens disqualifiziert.
Der Sieg, Hill’s fünfter Saisonsieg und dritter in Folge, ermöglichte es ihm, bis auf einen Punkt an den Spitzenreiter der Fahrerwertung, den Deutschen Schumacher, heranzukommen.

## Meldeliste
| Team                      | Nr. | Fahrer                | Chassis        | Motor                 | Reifen |
| ------------------------- | --- | --------------------- | -------------- | --------------------- | ------ |
| Rothmans Williams Renault | 0   | Damon Hill            | Williams FW16  | Renault 3.5 V10       | G      |
| Rothmans Williams Renault | 02  | David Coulthard       | Williams FW16  | Renault 3.5 V10       | G      |
| Tyrrell                   | 03  | Ukyō Katayama         | Tyrrell 022    | Yamaha 3.5 V10        | G      |
| Tyrrell                   | 04  | Mark Blundell         | Tyrrell 022    | Yamaha 3.5 V10        | G      |
| Mild Seven Benetton Ford  | 05  | JJ Lehto              | Benetton B194  | Ford Zetec-R 3.5 V8   | G      |
| Mild Seven Benetton Ford  | 06  | Jos Verstappen        | Benetton B194  | Ford Zetec-R 3.5 V8   | G      |
| Marlboro McLaren Peugeot  | 07  | Mika Häkkinen         | McLaren MP4/9  | Peugeot 3.5 V10       | G      |
| Marlboro McLaren Peugeot  | 08  | Martin Brundle        | McLaren MP4/9  | Peugeot 3.5 V10       | G      |
| Footwork Ford             | 09  | Christian Fittipaldi  | Footwork FA15  | Ford HB 3.5 V8        | G      |
| Footwork Ford             | 10  | Gianni Morbidelli     | Footwork FA15  | Ford HB 3.5 V8        | G      |
| Team Lotus                | 11  | Philippe Adams        | Lotus 107C     | Mugen-Honda 3.5 V10   | G      |
| Team Lotus                | 12  | Johnny Herbert        | Lotus 107C     | Mugen-Honda 3.5 V10   | G      |
| Sasol Jordan              | 14  | Rubens Barrichello    | Jordan 194     | Hart 3.5 V10          | G      |
| Sasol Jordan              | 15  | Eddie Irvine          | Jordan 194     | Hart 3.5 V10          | G      |
| Tourtel Larrousse F1      | 19  | Yannick Dalmas        | Larrousse LH94 | Ford HB 3.5 V8        | G      |
| Tourtel Larrousse F1      | 20  | Érik Comas            | Larrousse LH94 | Ford HB 3.5 V8        | G      |
| Minardi Scuderia Italia   | 23  | Pierluigi Martini     | Minardi M193B  | Ford HB 3.5 V8        | G      |
| Minardi Scuderia Italia   | 24  | Michele Alboreto      | Minardi M193B  | Ford HB 3.5 V8        | G      |
| Ligier Gitanes Blondes    | 25  | Éric Bernard          | Ligier JS39B   | Renault 3.5 V10       | G      |
| Ligier Gitanes Blondes    | 26  | Olivier Panis         | Ligier JS39B   | Renault 3.5 V10       | G      |
| Scuderia Ferrari SpA      | 27  | Jean Alesi            | Ferrari 412T1  | Ferrari 3.5 V12       | G      |
| Scuderia Ferrari SpA      | 28  | Gerhard Berger        | Ferrari 412T1  | Ferrari 3.5 V12       | G      |
| Broker Sauber Mercedes    | 29  | Andrea de Cesaris     | Sauber C13     | Mercedes-Benz 3.5 V10 | G      |
| Broker Sauber Mercedes    | 30  | Heinz-Harald Frentzen | Sauber C13     | Mercedes-Benz 3.5 V10 | G      |
| MTV Simtek Ford           | 31  | David Brabham         | Simtek S941    | Ford HB 3.5 V8        | G      |
| MTV Simtek Ford           | 32  | Jean-Marc Gounon      | Simtek S941    | Ford HB 3.5 V8        | G      |
| Pacific Grand Prix Ltd    | 33  | Paul Belmondo         | Pacific PR01   | Ilmor 3.5 V10         | G      |
| Pacific Grand Prix Ltd    | 34  | Bertrand Gachot       | Pacific PR01   | Ilmor 3.5 V10         | G      |

## Klassifikationen

### Qualifying
| Pos. | Fahrer                | Konstrukteur      | Q1         | Q2       | Start |
| ---- | --------------------- | ----------------- | ---------- | -------- | ----- |
| 01   | Gerhard Berger        | Ferrari           | 1:20,608   | 1:21,683 | 01    |
| 02   | Damon Hill            | Williams-Renault  | 1:20,803   | 1:20,766 | 02    |
| 03   | David Coulthard       | Williams-Renault  | 1:21,120   | 1:21,033 | 03    |
| 04   | Mika Häkkinen         | McLaren-Peugeot   | 1:21,251   | 1:21,700 | 04    |
| 05   | Jean Alesi            | Ferrari           | 1:21,517   | 1:22,086 | 05    |
| 06   | Ukyō Katayama         | Tyrrell-Yamaha    | 1:21,590   | 4:03,441 | 06    |
| 07   | Martin Brundle        | McLaren-Peugeot   | 1:21,656   | 1:22,035 | 07    |
| 08   | Rubens Barrichello    | Jordan-Hart       | 1:21,839   | 1:21,796 | 08    |
| 09   | Heinz-Harald Frentzen | Sauber-Mercedes   | 1:22,795   | 1:21,921 | 09    |
| 10   | Jos Verstappen        | Benetton-Ford     | 1:22,614   | 1:22,000 | 10    |
| 11   | Christian Fittipaldi  | Footwork-Ford     | 1:22,636   | 1:22,132 | 11    |
| 12   | Mark Blundell         | Tyrrell-Yamaha    | 1:22,288   | 1:22,971 | 12    |
| 13   | Eddie Irvine          | Jordan-Hart       | 1:23,411   | 1:22,294 | 13    |
| 14   | JJ Lehto              | Benetton-Ford     | 1:22,613   | 1:22,369 | 14    |
| 15   | Olivier Panis         | Ligier-Renault    | 1:23,711   | 1:22,672 | 15    |
| 16   | Gianni Morbidelli     | Footwork-Ford     | 1:22,974   | 1:22,756 | 16    |
| 17   | Andrea de Cesaris     | Sauber-Mercedes   | 1:22,885   | 1:22,888 | 17    |
| 18   | Pierluigi Martini     | Minardi-Ford      | 1:23,243   | 1:23,464 | 18    |
| 19   | Michele Alboreto      | Minardi-Ford      | 1:23,364   | 1:24,186 | 19    |
| 20   | Johnny Herbert        | Lotus-Mugen-Honda | keine Zeit | 1:23,408 | 20    |
| 21   | Éric Bernard          | Ligier-Renault    | 1:25,039   | 1:23,699 | 21    |
| 22   | Érik Comas            | Larrousse-Ford    | 1:24,192   | 1:24,306 | 22    |
| 23   | Yannick Dalmas        | Larrousse-Ford    | 1:24,438   | 1:24,920 | 23    |
| 24   | David Brabham         | Simtek-Ford       | 1:24,527   | 1:24,514 | 24    |
| 25   | Philippe Adams        | Lotus-Mugen-Honda | 1:25,313   | 1:25,708 | 25    |
| 26   | Jean-Marc Gounon      | Simtek-Ford       | 1:25,686   | 1:25,649 | 26    |
| DNQ  | Bertrand Gachot       | Pacific-Ilmor     | 1:27,960   | 1:27,385 | –     |
| DNQ  | Paul Belmondo         | Pacific-Ilmor     | 1:32,706   | 1:29,000 | –     |

## Rennen
| Pos. | Fahrer                | Konstrukteur      | Runden | Stopps | Zeit        | Start | Schnellste Runde |
| ---- | --------------------- | ----------------- | ------ | ------ | ----------- | ----- | ---------------- |
| 01   | Damon Hill            | Williams-Renault  | 71     | 2      | 1:45:10,146 | 02    | 1:22,997 (10.)   |
| 02   | David Coulthard       | Williams-Renault  | 71     | 2      | + 0,603     | 03    | 1:22,446 (12.)   |
| 03   | Mika Häkkinen         | McLaren-Peugeot   | 71     | 2      | + 20,193    | 04    | 1:23,819 (06.)   |
| 04   | Rubens Barrichello    | Jordan-Hart       | 71     | 2      | + 28,003    | 08    | 1:23,806 (69.)   |
| 05   | Jos Verstappen        | Benetton-Ford     | 71     | 2      | + 29,385    | 10    | 1:23,702 (58.)   |
| 06   | Martin Brundle        | McLaren-Peugeot   | 71     | 2      | + 52,702    | 07    | 1:24,325 (60.)   |
| 07   | Eddie Irvine          | Jordan-Hart       | 70     | 2      | + 1 Runde   | 13    | 1:23,930 (61.)   |
| 08   | Christian Fittipaldi  | Footwork-Ford     | 70     | 1      | + 1 Runde   | 11    | 1:24,716 (05.)   |
| 09   | Gianni Morbidelli     | Footwork-Ford     | 70     | 2      | + 1 Runde   | 16    | 1:24,275 (06.)   |
| 10   | Éric Bernard          | Ligier-Renault    | 70     | 2      | + 1 Runde   | 21    | 1:24,069 (07.)   |
| 11   | Johnny Herbert        | Lotus-Mugen-Honda | 70     | 2      | + 1 Runde   | 20    | 1:24,748 (03.)   |
| 12   | Pierluigi Martini     | Minardi-Ford      | 69     | 2      | + 2 Runden  | 18    | 1:25,690 (15.)   |
| 13   | Michele Alboreto      | Minardi-Ford      | 69     | 1      | + 2 Runden  | 19    | 1:26,577 (39.)   |
| 14   | Yannick Dalmas        | Larrousse-Ford    | 69     | 1      | + 2 Runden  | 23    | 1:26,288 (58.)   |
| 15   | Jean-Marc Gounon      | Simtek-Ford       | 67     | 3      | + 4 Runden  | 26    | 1:26,192 (19.)   |
| 16   | Philippe Adams        | Lotus-Mugen-Honda | 67     | 2      | + 4 Runden  | 25    | 1:27,082 (04.)   |
| –    | Mark Blundell         | Tyrrell-Yamaha    | 61     | 2      | DNF         | 12    | 1:24,564 (18.)   |
| –    | JJ Lehto              | Benetton-Ford     | 60     | 2      | DNF         | 14    | 1:24,728 (60.)   |
| –    | Andrea de Cesaris     | Sauber-Mercedes   | 54     | 1      | DNF         | 17    | 1:25,568 (10.)   |
| –    | Jean Alesi            | Ferrari           | 38     | 1      | DNF         | 05    | 1:23,236 (03.)   |
| –    | David Brabham         | Simtek-Ford       | 36     | 2      | DNF         | 24    | 1:25,760 (19.)   |
| –    | Heinz-Harald Frentzen | Sauber-Mercedes   | 31     | 0      | DNF         | 09    | 1:24,550 (04.)   |
| –    | Érik Comas            | Larrousse-Ford    | 27     | 0      | DNF         | 22    | 1:26,786 (04.)   |
| –    | Ukyō Katayama         | Tyrrell-Yamaha    | 26     | 1      | DNF         | 06    | 1:23,419 (04.)   |
| –    | Gerhard Berger        | Ferrari           | 7      | 0      | DNF         | 01    | 1:22,935 (03.)   |
| DSQ  | Olivier Panis         | Ligier-Renault    | 70     | 2      | + 1 Runde   | 15    | 1:24,804 (42.)   |

Anmerkungen
1. ↑  Panis wurde nach dem Rennen aufgrund eines illegalen Unterbodens disqualifiziert.

## WM-Stände nach dem Rennen
Die ersten sechs Fahrer jedes Rennens bekamen 10, 6, 4, 3, 2 bzw. 1 Punkt(e).

### Fahrerwertung
| Pos. | Fahrer                | Konstrukteur                  | Punkte |
| ---- | --------------------- | ----------------------------- | ------ |
| 01   | Michael Schumacher    | Benetton-Ford                 | 76     |
| 02   | Damon Hill            | Williams-Renault              | 75     |
| 03   | Gerhard Berger        | Ferrari                       | 33     |
| 04   | Mika Häkkinen         | McLaren-Peugeot               | 22     |
| 05   | Jean Alesi            | Ferrari                       | 19     |
| 06   | Rubens Barrichello    | Jordan-Hart                   | 16     |
| 07   | David Coulthard       | Williams-Renault              | 14     |
| 08   | Martin Brundle        | McLaren-Peugeot               | 12     |
| 09   | Jos Verstappen        | Benetton-Ford                 | 10     |
| 10   | Mark Blundell         | Tyrrell-Yamaha                | 8      |
| 11   | Olivier Panis         | Ligier-Renault                | 7      |
| 12   | Nicola Larini         | Ferrari                       | 6      |
| 13   | Christian Fittipaldi  | Footwork-Ford                 | 6      |
| 14   | Heinz-Harald Frentzen | Sauber-Mercedes               | 5      |
| 15   | Ukyō Katayama         | Tyrrell-Yamaha                | 5      |
| 16   | Éric Bernard          | Ligier-Renault                | 4      |
| 17   | Karl Wendlinger       | Sauber-Mercedes               | 4      |
| 18   | Andrea de Cesaris     | Jordan-Hart / Sauber-Mercedes | 4      |
| 19   | Pierluigi Martini     | Minardi-Ford                  | 4      |
| 20   | Gianni Morbidelli     | Footwork-Ford                 | 3      |

| Pos. | Fahrer              | Konstrukteur                     | Punkte |
| ---- | ------------------- | -------------------------------- | ------ |
| 21   | Érik Comas          | Larrousse-Ford                   | 2      |
| 22   | JJ Lehto            | Benetton-Ford                    | 1      |
| 23   | Eddie Irvine        | Jordan-Hart                      | 1      |
| 24   | Michele Alboreto    | Minardi-Ford                     | 1      |
| 25   | Johnny Herbert      | Lotus-Mugen-Honda                | 0      |
| 26   | Olivier Beretta     | Larrousse-Ford                   | 0      |
| 27   | Pedro Lamy          | Lotus-Mugen-Honda                | 0      |
| 28   | Jean-Marc Gounon    | Simtek-Ford                      | 0      |
| 29   | Alessandro Zanardi  | Lotus-Mugen-Honda                | 0      |
| 30   | David Brabham       | Simtek-Ford                      | 0      |
| 31   | Roland Ratzenberger | Simtek-Ford                      | 0      |
| 32   | Yannick Dalmas      | Larrousse-Ford                   | 0      |
| 33   | Philippe Adams      | Lotus-Mugen-Honda                | 0      |
| –    | Bertrand Gachot     | Pacific-Ilmor                    | 0      |
| –    | Ayrton Senna        | Williams-Renault                 | 0      |
| –    | Paul Belmondo       | Pacific-Ilmor                    | 0      |
| –    | Philippe Alliot     | Larrousse-Ford / McLaren-Peugeot | 0      |
| –    | Nigel Mansell       | Williams-Renault                 | 0      |
| –    | Aguri Suzuki        | Jordan-Hart                      | 0      |

### Konstrukteurswertung
| Pos. | Konstrukteur     | Punkte |
| ---- | ---------------- | ------ |
| 01   | Williams-Renault | 89     |
| 02   | Benetton-Ford    | 87     |
| 03   | Ferrari          | 58     |
| 04   | McLaren-Peugeot  | 34     |
| 05   | Jordan-Hart      | 20     |
| 06   | Tyrrell-Yamaha   | 13     |
| 07   | Ligier-Renault   | 11     |

| Pos. | Konstrukteur      | Punkte |
| ---- | ----------------- | ------ |
| 08   | Sauber-Mercedes   | 10     |
| 09   | Footwork-Ford     | 9      |
| 10   | Minardi-Ford      | 5      |
| 11   | Larrousse-Ford    | 2      |
| 12   | Lotus-Mugen-Honda | 0      |
| 13   | Simtek-Ford       | 0      |
| –    | Pacific-Ilmor     | 0      |